# Jimmy McLane
James Price "Jimmy" McLane, Jr. (Pittsburgh, 13 de setembro de 1930 – 13 de dezembro de 2020) foi um nadador norte-americano. 
Conquistou duas medalhas de ouro nos Jogos Olímpicos de Verão de 1948 em Londres nos 1500 metros e no quatro por duzentos, além de uma prata nos quatrocentos, dos quais todos na categoria nado livre. Também ganhou um ouro em Helsinque 1952 no 4x200 metros livres.
Se graduou na Phillips Academy e, em 1953 se graduou na Universidade Yale. Ganhou 21 títulos da AAU e, enquanto era da Yale, obteve dois títulos da NCAA em 1953.
Encerrou sua carreira em 1955.
Foi introduzido no International Swimming Hall of Fame em 1970.
McLane morreu em 13 de dezembro de 2020, aos 90 anos.